# TVR Cerbera
TVR Cerbera je sportski automobil engleskog proizvođača sportskih automobila TVR. To je bio treći automobil od kada je TVR preuzeo Peter Wheeler. U mnogočemu je ovo značajan automobil za TVR, a te značajke su da je to prvi TVR-ov coupé, prvi TVR-ov četverosjed i prvi je koristio TVR-ov vlastiti motor (za razliku od prijašnjih Fordovih, Triumphovih i Roverovih motora). Koncept je prvi puta predstavljen 1994. godine, a serijska proizvodnja je krenula dvije godine poslije. Redizajniran je 2000. godine kada su promijenjena prednja svjetla da bi više ličio na sestrinski model Tuscan te je dobio i jači motor koji je do tada bio 4.2L V8 s 360 KS, a tada je zamijenjen jačim 4.5L od 420 KS. Maksimalna brzina s manjim motorom bila je 297 km/h. Zadnja Cerbera je proizvedena u kolvozu 2006. i ponuđena na aukciju na kojoj je prodana za 45 tisuća funti.

## Vanjska poveznica
- Službena stranica TVR-a
- Stranica zadnje proizvedene Cerbere  Arhivirana inačica izvorne stranice od 21. kolovoza 2007. (Wayback Machine)